# José Rueff Tavares
José Alexandre de Gusmão Rueff Tavares (Sá da Bandeira, Angola, 7 de Abril de 1954 - Lisboa, 12 de Março de 2024) foi um médico e investigador português.

## Família
Filho varão primogénito de José Rueff de Magalhães Tavares (19 de Novembro de 1928 - 28 de Março de 2023), Major, que em Monarquia seria Representante dos Títulos de Conde de Figueiredo Magalhães e Visconde de Gumiei, e de sua mulher Ana Augusta Bidarra de Gusmão (24 de Março de 1926 - 16 de Fevereiro de 2012).[carece de fontes?]Bisneto de Francisco Bento Alexandre de Figueiredo Magalhães, 1.º Visconde de Gumiei e 1.º Conde de Figueiredo Magalhães, que foi médico-cirurgião, militar, professor universitário e Médico Honorário da Real Câmara.

## Biografia
Foi aluno do Colégio Militar de 1964 a 1971. Licenciado em Medicina pela Faculdade de Medicina da Universidade de Lisboa em 1977 e membro da Ordem dos Médicos desde 1977.
Doutor em Medicina em 1984. Desde esse ano foi Diretor do Departamento de Genética da Faculdade de Ciências Médicas da Universidade Nova de Lisboa, onde desde 1990 era Agregado em Genética e desde 1992 Professor Catedrático de Genética. Desempenhou, também, os cargos de Pró-Reitor da Universidade Nova de Lisboa entre 1993 e 1999 e de Vice-Reitor da Universidade Nova de Lisboa entre 2003 e 2007. Foi Coordenador do Centro de Investigação em Genética Molecular Humana (CIGMH)) desde 2000..
Era Coordenador do Centro de Toxicogenómica e Saúde Humana desde 2015 (http://cigmh.fcm.unl.pt/
Integrou, desde 1986, em representação de Portugal ou como perito sénior independente, diversas comissões científicas da Comissão Europeia, a qual representou em reuniões da Organização Mundial de Saúde e do Comité Europeu de Normalização.
Desempenhou cargos em sociedades científicas nacionais e internacionais, nomeadamente Conselheiro da European Environmental Mutagen Society, foi Membro do Conselho Nacional de Ética para as Ciências da Vida (CNECV) entre 1990 e 1995 e 5.º Presidente da Sociedade Portuguesa de Genética entre 1993 e 2001.
Era Académico Efectivo da Academia das Ciências de Lisboa, da Classe de Ciências na 6.ª Secção – Ciências Médicas e da Saúde 
É autor de mais de 230 publicações de investigação internacionais (h index =37) sendo regularmente também avaliador de artigos para publicações internacionais (listas de publicações e trabalhos internacionais em bases de dados como ORCID, Scopus, PubMed, Research Gate).   
Era membro do 'Editorial Board'  de:  
Mutation Research - Genetic Toxicology and Environmental Mutagenesis (https://www.journals.elsevier.com/mutation-research-genetic-toxicology-and-environmental-mutagenesis);  
Cancer Drug Resistance (https://cdrjournal.com/editorsChief/index) e 
Frontiers in Genetics - Toxicogenomics (https://www.frontiersin.org/journals/genetics#editorial-board)
Editou em 2016 o livro 'Cancer Drug Resistance'  publicado pela Springer NY (http://www.springer.com/de/book/9781493933457).
Recebeu, entre outros Prémios Científicos, o Estímulo à Excelência da Fundação para a Ciência e Tecnologia em 2006, e ainda Prémios Pfizer da Sociedade das Ciências Médicas de Lisboa (em 1976 e em1978) e de Genética Molecular da Fundação Burdinola (2001).{{ https://www.revistapq.com/texto-diario/mostrar/2228965/burdinola-entrega-ix-premio-investigacion 2017}} e  em  1981 o Prémio Piauí de Ciências Médicas  da Academia das Ciências de Lisboa.
Foi membro da Comissão Nacional Justiça e Paz (http://www.ecclesia.pt/cnjp/) e Presidente Nacional da Associação dos Médicos Católicos Portugueses (http://www.medicoscatolicos.pt/).